# Trematotrochus corbicula
Trematotrochus corbicula is een rifkoralensoort uit de familie van de Turbinoliidae. De wetenschappelijke naam van de soort is voor het eerst geldig gepubliceerd in 1878 door Pourtalès.